# Valon Berisha
Valon Berisha (Malmö, 7 febbraio 1993) è un calciatore norvegese naturalizzato kosovaro, centrocampista del LASK e della nazionale kosovara.

## Biografia
Nato in Svezia da genitori albanesi-kosovari, è di nazionalità kosovara. È cresciuto a Egersund, una piccola cittadina a sud di Stavanger. Ha un fratello minore, di nome Veton, anch'egli calciatore. Il 19 giugno 2011 i due hanno giocato per la prima volta assieme, nel Viking; sono stati i primi fratelli a riuscirci con questa maglia dai tempi di Jan ed Egil Fjetland, ventidue anni prima.

## Caratteristiche tecniche
Berisha è un interno di centrocampo che all'occorrenza può giocare anche da trequartista. Dispone di ottima personalità, aggressività e dinamismo, oltre a essere bravo in entrambe le fasi di gioco. Dotato di buona tecnica, è un buon tiratore di calci piazzati ed è bravo a effettuare cambi di gioco. Sa muoversi anche senza palla.

## Carriera

### Club

#### Gli esordi
Berisha ha giocato per i primi anni con la maglia dell'Egersund. Il suo allenatore dell'epoca, Jone Mathisen, ne ha elogiato le qualità a novembre 2010, affermando di come tutti al club conoscessero le qualità speciali di Berisha e di come fosse il miglior calciatore che avesse mai visto. Il 20 giugno 2008 ha esordito in squadra, nella sfida contro lo Staal Jørpeland, nella 3. divisjon. Ha attirato su di sé le attenzioni del Viking, che lo ha acquistato a marzo 2009: la sua ultima apparizione con la maglia dell'Egersund è stata ancora contro lo Staal Jørpeland.
Precedentemente, ha sostenuto tre provini per gli inglesi del Chelsea, tra i 14 e i 15 anni. Ha trascorso del tempo, poi, con Aston Villa e Manchester City, ma ha rifiutato il contratto che queste due formazioni gli hanno offerto, motivando la scelta con la volontà di rimanere in Norvegia. Rune Hauge, procuratore sportivo, ha ipotizzato che alla base del suo rifiuto ci fosse l'alta probabilità che non avrebbe mai raggiunto la prima squadra di questi club, come accaduto per la maggior parte dei giovani norvegesi espatriati in Inghilterra.

#### Il passaggio al Viking
Berisha ha debuttato nell'Eliteserien il 21 marzo 2010, sostituendo Vidar Nisja nel successo per 4-0 sul Brann. Il 31 ottobre dello stesso anno, ha segnato la prima rete nella massima divisione norvegese, nel pareggio per 1-1 sul campo del Lillestrøm. È stata l'unica marcatura in campionato, in questa stagione: ha disputato 12 incontri, di cui 4 da titolare.
Prima del campionato 2011, il suo allenatore Åge Hareide lo ha elogiato, dichiarando come Berisha fosse il calciatore più forte che avesse allenato e che soltanto Ole Gunnar Solskjær avesse mostrato un potenziale simile. Nello stesso anno, a maggio, ha vinto un premio organizzato dalla Statoil e riservato ai giovani calciatori norvegesi, che permetteva a chi se lo aggiudicava di donare 50.000 corone ad una struttura che l'aveva aiutato nello sviluppo: Berisha ha scelto il suo precedente club, l'Egersund.

#### Salisburgo
Il 26 luglio 2012 è stato ufficializzato il suo trasferimento agli austriaci del Salisburgo, dove è arrivato assieme al connazionale Håvard Nielsen. Nella stagione 2013-2014 ha conquistato sia il campionato che la Coppa d'Austria con la formazione della Red Bull. Nel 2018 contribuisce ad arrivare in semifinale di Europa League battendo Borussia Dortmund agli ottavi e la Lazio ai quarti andando a segno in entrambe le sfide.

#### Lazio
Il 30 giugno 2018 firma un contratto da 5 anni con la Lazio, che lo acquista dal Salisburgo per 7,5 milioni di euro, con un ingaggio di 1,5 milioni più bonus a stagione. L'esordio arriva il 4 ottobre successivo, subentrando a Sergej Milinković-Savić nell'incontro di Europa League perso per 4-1 contro l'Eintracht Francoforte. La sua prima stagione si rivela sfortunata a causa di qualche infortunio di troppo e la concorrenza nel centrocampo laziale. Tuttavia anche l'anno successivo trova poco spazio, per giunta con un rendimento negativo.

#### Fortuna Düsseldorf e Stade Reims
Il 30 gennaio 2020 viene ceduto in prestito con opzione di riscatto al Fortuna Düsseldorf; mentre Il 9 luglio passa a titolo definitivo allo Stade Reims, con cui firma un quadriennale.
Anche con la squadra francese non riesce a trovare spazio, arrivando addirittura ad essere relegato in seconda squadra e debuttando in CFA 2, la quinta serie francese.

#### Prestito al Melbourne City
Il 7 settembre 2022 viene acquistato a titolo temporaneo dal Melbourne City. Conclude la stagione con 27 presenze e 1 gol.

#### LASK
L'8 gennaio 2024, approda da svincolato al LASK, nella massima serie austriaca, con cui firma un contratto valido fino al 30 giugno 2026.

### Nazionale
Berisha conta 18 presenze e 3 reti per la Norvegia under 21. Ha esordito il 2 giugno 2011, sostituendo Håvard Nordtveit nella sconfitta per 1-4 contro la Svezia under 21. Il 10 ottobre ha segnato la prima rete, nella sconfitta per 1-2 contro l'Inghilterra under 21 Il 15 gennaio 2012 ha debuttato per la Nazionale maggiore, nel pareggio per 1-1 contro la Danimarca. Il 7 maggio 2013 è stato incluso nella lista provvisoria consegnata all'UEFA dal commissario tecnico Tor Ole Skullerud in vista del campionato europeo Under-21 2013. Il 22 maggio, il suo nome è stato confermato tra i 23 calciatori scelti per la manifestazione. La selezione norvegese ha superato la fase a gironi, per poi venire eliminata dalla Spagna under 21 in semifinale. In base al regolamento, la Norvegia ha ricevuto la medaglia di bronzo in ex aequo con l'Olanda, altra semifinalista battuta.
Il 25 agosto 2016 la federazione norvegese ha reso nota ufficialmente la volontà di Berisha di giocare per il Kosovo, mentre il fratello Veton avrebbe continuato a giocare per la Norvegia. Il 30 agosto 2016 il commissario tecnico del Kosovo Albert Bunjaku ha convocato Berisha in vista della partita valida per le qualificazioni al mondiale 2018 da disputarsi contro la Finlandia. Per Berisha - e per tutti gli altri giocatori che avessero già militato in un'altra Nazionale maggiore - sarebbe servito il via libera a rappresentare il Kosovo dalla FIFA. Il 5 settembre 2016 è stato così schierato titolare contro la Finlandia e ha segnato su calcio di rigore la rete per il Kosovo, che ha sancito l'1-1 finale. Questa rete è stata la prima ufficiale nella storia del Kosovo.

## Statistiche

### Presenze e reti nei club
Statistiche aggiornate al 27 luglio 2025.
| Stagione           | Club               | Campionato         | Campionato | Campionato | Coppe nazionali | Coppe nazionali | Coppe nazionali | Coppe continentali | Coppe continentali | Coppe continentali | Supercoppe | Supercoppe | Supercoppe | Totale | Totale |
| Stagione           | Club               | Comp               | Pres       | Reti       | Comp            | Pres            | Reti            | Comp               | Pres               | Reti               | Comp       | Pres       | Reti       | Pres   | Reti   |
| ------------------ | ------------------ | ------------------ | ---------- | ---------- | --------------- | --------------- | --------------- | ------------------ | ------------------ | ------------------ | ---------- | ---------- | ---------- | ------ | ------ |
| 2008               | Egersund           | 3D                 | ?          | ?          | CN              | ?               | ?               | -                  | -                  | -                  | -          | -          | -          | ?      | ?      |
| 2009               | Egersund           | 3D                 | ?          | ?          | CN              | ?               | ?               | -                  | -                  | -                  | -          | -          | -          | ?      | ?      |
| Totale Egersund    | Totale Egersund    | Totale Egersund    | 31         | 11         |                 | ?               | ?               |                    | -                  | -                  |            | -          | -          | 31+    | 11+    |
| 2010               | Viking             | ES                 | 12         | 1          | CN              | 3               | 0               | -                  | -                  | -                  | -          | -          | -          | 15     | 1      |
| 2011               | Viking             | ES                 | 28         | 3          | CN              | 4               | 2               | -                  | -                  | -                  | -          | -          | -          | 32     | 5      |
| gen.-lug. 2012     | Viking             | ES                 | 16         | 0          | CN              | 1               | 0               | -                  | -                  | -                  | -          | -          | -          | 17     | 0      |
| Totale Viking      | Totale Viking      | Totale Viking      | 56         | 4          |                 | 8               | 2               |                    | -                  | -                  |            | -          | -          | 64     | 6      |
| 2012-2013          | Salisburgo         | BL                 | 30         | 6          | CA              | 3               | 0               | UCL                | -                  | -                  | -          | -          | -          | 33     | 6      |
| 2013-2014          | Salisburgo         | BL                 | 32         | 5          | CA              | 3               | 3               | UCL+UEL            | 1+11               | 0                  | -          | -          | -          | 47     | 8      |
| 2014-2015          | Salisburgo         | BL                 | 14         | 4          | CA              | 3               | 0               | UEL                | 2                  | 0                  | -          | -          | -          | 19     | 4      |
| 2015-2016          | Salisburgo         | BL                 | 33         | 5          | CA              | 6               | 1               | UCL+UEL            | 2+2                | 0                  | -          | -          | -          | 43     | 6      |
| 2016-2017          | Salisburgo         | BL                 | 34         | 7          | CA              | 3               | 0               | UCL+UEL            | 6+3                | 1+0                | -          | -          | -          | 46     | 8      |
| 2017-2018          | Salisburgo         | BL                 | 24         | 4          | CA              | 3               | 2               | UCL+UEL            | 3+15               | 1+6                | -          | -          | -          | 45     | 13     |
| Totale Salisburgo  | Totale Salisburgo  | Totale Salisburgo  | 167        | 31         |                 | 21              | 6               |                    | 45                 | 8                  |            | -          | -          | 233    | 45     |
| 2018-2019          | Lazio              | A                  | 8          | 0          | CI              | 1               | 0               | UEL                | 5                  | 0                  | -          | -          | -          | 14     | 0      |
| 2019-gen. 2020     | Lazio              | A                  | 3          | 0          | CI              | 1               | 0               | UEL                | 4                  | 0                  | SI         | 0          | 0          | 8      | 0      |
| Totale Lazio       | Totale Lazio       | Totale Lazio       | 11         | 0          |                 | 2               | 0               |                    | 9                  | 0                  |            | 0          | 0          | 22     | 0      |
| gen.-giu. 2020     | Fortuna Düsseldorf | BL                 | 9          | 0          | CG              | 0               | 0               | -                  | -                  | -                  | -          | -          | -          | 9      | 0      |
| 2020-2021          | Stade Reims        | L1                 | 24         | 0          | CF              | 1               | 0               | UEL                | 2                  | 1                  | -          | -          | -          | 27     | 1      |
| 2021-2022          | Stade Reims        | L1                 | 13         | 0          | CF              | 1               | 0               | -                  | -                  | -                  | -          | -          | -          | 14     | 0      |
| Totale Stade Reims | Totale Stade Reims | Totale Stade Reims | 37         | 0          |                 | 2               | 0               |                    | 2                  | 1                  |            | 0          | 0          | 41     | 1      |
| 2021-2022          | Stade Reims 2      | N2                 | 2          | 0          | -               | -               | -               | -                  | -                  | -                  | -          | -          | -          | 2      | 0      |
| 2022-2023          | Melbourne City     | AL                 | 27         | 1          | CA              | 0               | 0               | ACL                | 0                  | 0                  | -          | -          | -          | 27     | 1      |
| 2023-2024          | LASK               | BL                 | 15         | 0          | CA              | 1               | 0               | -                  | -                  | -                  | -          | -          | -          | 16     | 0      |
| 2024-2025          | LASK               | BL                 | 21         | 3          | CA              | 3               | 1               | UEL+UECL           | 2+5                | 0+2                | -          | -          | -          | 31     | 6      |
| Totale LASK Linz   | Totale LASK Linz   | Totale LASK Linz   | 36         | 3          |                 | 4               | 1               |                    | 7                  | 2                  |            | -          | -          | 47     | 6      |
| Totale carriera    | Totale carriera    | Totale carriera    | 376+       | 50+        |                 | 37+             | 9+              |                    | 63                 | 11                 |            | 0          | 0          | 476+   | 70+    |

### Cronologia presenze e reti in nazionale

#### Kosovo
| Cronologia completa delle presenze e delle reti in nazionale ― Kosovo | Cronologia completa delle presenze e delle reti in nazionale ― Kosovo | Cronologia completa delle presenze e delle reti in nazionale ― Kosovo | Cronologia completa delle presenze e delle reti in nazionale ― Kosovo | Cronologia completa delle presenze e delle reti in nazionale ― Kosovo | Cronologia completa delle presenze e delle reti in nazionale ― Kosovo | Cronologia completa delle presenze e delle reti in nazionale ― Kosovo | Cronologia completa delle presenze e delle reti in nazionale ― Kosovo |
| Data                                                                  | Città                                                                 | In casa                                                               | Risultato                                                             | Ospiti                                                                | Competizione                                                          | Reti                                                                  | Note                                                                  |
| --------------------------------------------------------------------- | --------------------------------------------------------------------- | --------------------------------------------------------------------- | --------------------------------------------------------------------- | --------------------------------------------------------------------- | --------------------------------------------------------------------- | --------------------------------------------------------------------- | --------------------------------------------------------------------- |
| 5-9-2016                                                              | Turku                                                                 | Finlandia                                                             | 1 – 1                                                                 | Kosovo                                                                | Qual. Mondiali 2018                                                   | 1                                                                     | 90+3’                                                                 |
| 6-10-2016                                                             | Scutari                                                               | Kosovo                                                                | 0 – 6                                                                 | Croazia                                                               | Qual. Mondiali 2018                                                   | -                                                                     |                                                                       |
| 9-10-2016                                                             | Cracovia                                                              | Ucraina                                                               | 3 – 0                                                                 | Kosovo                                                                | Qual. Mondiali 2018                                                   | -                                                                     | 20’                                                                   |
| 12-11-2016                                                            | Antalya                                                               | Turchia                                                               | 2 – 0                                                                 | Kosovo                                                                | Qual. Mondiali 2018                                                   | -                                                                     |                                                                       |
| 24-3-2017                                                             | Scutari                                                               | Kosovo                                                                | 1 – 2                                                                 | Islanda                                                               | Qual. Mondiali 2018                                                   | -                                                                     |                                                                       |
| 11-6-2017                                                             | Scutari                                                               | Kosovo                                                                | 1 – 4                                                                 | Turchia                                                               | Qual. Mondiali 2018                                                   | -                                                                     |                                                                       |
| 2-9-2017                                                              | Zagabria                                                              | Croazia                                                               | 1 – 0                                                                 | Kosovo                                                                | Qual. Mondiali 2018                                                   | -                                                                     |                                                                       |
| 5-9-2017                                                              | Scutari                                                               | Kosovo                                                                | 0 – 1                                                                 | Finlandia                                                             | Qual. Mondiali 2018                                                   | -                                                                     | 50’                                                                   |
| 9-10-2017                                                             | Reykjavík                                                             | Islanda                                                               | 2 – 0                                                                 | Kosovo                                                                | Qual. Mondiali 2018                                                   | -                                                                     |                                                                       |
| 13-11-2017                                                            | Kosovska Mitrovica                                                    | Kosovo                                                                | 4 – 3                                                                 | Lettonia                                                              | Amichevole                                                            | -                                                                     |                                                                       |
| 11-10-2018                                                            | Pristina                                                              | Kosovo                                                                | 3 – 1                                                                 | Malta                                                                 | UEFA Nations League 2018-2019 - 1º turno                              | -                                                                     | 74’                                                                   |
| 14-10-2018                                                            | Tórshavn                                                              | Fær Øer                                                               | 1 – 1                                                                 | Kosovo                                                                | UEFA Nations League 2018-2019 - 1º turno                              | -                                                                     |                                                                       |
| 17-11-2018                                                            | Ta' Qali                                                              | Malta                                                                 | 0 – 5                                                                 | Kosovo                                                                | UEFA Nations League 2018-2019 - 1º Turno                              | -                                                                     | 61’                                                                   |
| 20-11-2018                                                            | Pristina                                                              | Kosovo                                                                | 4 – 0                                                                 | Azerbaigian                                                           | UEFA Nations League 2018-2019 - 1º turno                              | -                                                                     | cap. 85’                                                              |
| 7-9-2019                                                              | Pristina                                                              | Kosovo                                                                | 2 – 1                                                                 | Rep. Ceca                                                             | Qual. Euro 2020                                                       | -                                                                     | 51’                                                                   |
| 10-9-2019                                                             | Southampton                                                           | Inghilterra                                                           | 5 – 3                                                                 | Kosovo                                                                | Qual. Euro 2020                                                       | 2                                                                     | 83’ 85’                                                               |
| 10-10-2019                                                            | Pristina                                                              | Kosovo                                                                | 1 – 0                                                                 | Gibilterra                                                            | Amichevole                                                            | -                                                                     | 63’                                                                   |
| 14-10-2019                                                            | Pristina                                                              | Kosovo                                                                | 2 – 0                                                                 | Montenegro                                                            | Qual. Euro 2020                                                       | -                                                                     |                                                                       |
| 14-11-2019                                                            | Plzeň                                                                 | Rep. Ceca                                                             | 2 – 1                                                                 | Kosovo                                                                | Qual. Euro 2020                                                       | -                                                                     |                                                                       |
| 17-11-2019                                                            | Pristina                                                              | Kosovo                                                                | 0 – 4                                                                 | Inghilterra                                                           | Qual. Euro 2020                                                       | -                                                                     | 65’                                                                   |
| 3-9-2020                                                              | Parma                                                                 | Moldavia                                                              | 1 – 1                                                                 | Kosovo                                                                | UEFA Nations League 2020-2021 - 1º turno                              | -                                                                     |                                                                       |
| 6-9-2020                                                              | Pristina                                                              | Kosovo                                                                | 1 – 2                                                                 | Grecia                                                                | UEFA Nations League 2020-2021 - 1º turno                              | -                                                                     | 45+2’                                                                 |
| 8-10-2020                                                             | Skopje                                                                | Macedonia del Nord                                                    | 2 – 1                                                                 | Kosovo                                                                | Qual. Euro 2020                                                       | -                                                                     | cap.                                                                  |
| 11-10-2020                                                            | Pristina                                                              | Kosovo                                                                | 0 – 1                                                                 | Slovenia                                                              | UEFA Nations League 2020-2021 - 1º turno                              | -                                                                     | cap.                                                                  |
| 15-11-2020                                                            | Lubiana                                                               | Slovenia                                                              | 2 – 1                                                                 | Kosovo                                                                | UEFA Nations League 2020-2021 - 1º turno                              | -                                                                     |                                                                       |
| 18-11-2020                                                            | Pristina                                                              | Kosovo                                                                | 1 – 0                                                                 | Moldavia                                                              | UEFA Nations League 2020-2021 - 1º turno                              | -                                                                     |                                                                       |
| 24-3-2021                                                             | Pristina                                                              | Kosovo                                                                | 4 – 0                                                                 | Lituania                                                              | Amichevole                                                            | -                                                                     | 46’                                                                   |
| 2-9-2021                                                              | Batumi                                                                | Georgia                                                               | 0 – 1                                                                 | Kosovo                                                                | Qual. Mondiali 2022                                                   | -                                                                     | 25’ 90+4’                                                             |
| 5-9-2021                                                              | Pristina                                                              | Kosovo                                                                | 1 – 1                                                                 | Grecia                                                                | Qual. Mondiali 2022                                                   | -                                                                     | 78’                                                                   |
| 10-11-2021                                                            | Pristina                                                              | Kosovo                                                                | 0 – 2                                                                 | Giordania                                                             | Amichevole                                                            | -                                                                     |                                                                       |
| 14-11-2021                                                            | Amarousio                                                             | Grecia                                                                | 1 – 1                                                                 | Kosovo                                                                | Qual. Mondiali 2022                                                   | -                                                                     |                                                                       |
| 29-3-2022                                                             | Zurigo                                                                | Svizzera                                                              | 1 – 1                                                                 | Kosovo                                                                | Amichevole                                                            | -                                                                     | 75’                                                                   |
| 2-6-2022                                                              | Larnaca                                                               | Cipro                                                                 | 0 – 2                                                                 | Kosovo                                                                | UEFA Nations League 2022-2023 - 1º turno                              | 1                                                                     | 76’                                                                   |
| 5-6-2022                                                              | Pristina                                                              | Kosovo                                                                | 0 – 1                                                                 | Grecia                                                                | UEFA Nations League 2022-2023 - 1º turno                              | -                                                                     | 75’                                                                   |
| 9-6-2022                                                              | Pristina                                                              | Kosovo                                                                | 3 – 2                                                                 | Irlanda del Nord                                                      | UEFA Nations League 2022-2023 - 1º turno                              | -                                                                     | 79’                                                                   |
| 12-6-2022                                                             | Volo                                                                  | Grecia                                                                | 2 – 0                                                                 | Kosovo                                                                | UEFA Nations League 2022-2023 - 1º turno                              | -                                                                     |                                                                       |
| 25-3-2023                                                             | Tel Aviv                                                              | Israele                                                               | 1 – 1                                                                 | Kosovo                                                                | Qual. Euro 2024                                                       | -                                                                     | 88’                                                                   |
| 28-3-2023                                                             | Pristina                                                              | Kosovo                                                                | 1 – 1                                                                 | Andorra                                                               | Qual. Euro 2024                                                       | -                                                                     | 46’                                                                   |
| 9-9-2023                                                              | Pristina                                                              | Kosovo                                                                | 2 – 2                                                                 | Svizzera                                                              | Qual. Euro 2024                                                       | -                                                                     | 46’                                                                   |
| 12-9-2023                                                             | Bucarest                                                              | Romania                                                               | 2 – 0                                                                 | Kosovo                                                                | Qual. Euro 2024                                                       | -                                                                     | 54’                                                                   |
| 22-3-2024                                                             | Erevan                                                                | Armenia                                                               | 0 – 1                                                                 | Kosovo                                                                | Amichevole                                                            | -                                                                     | 68’                                                                   |
| 26-3-2024                                                             | Budapest                                                              | Ungheria                                                              | 2 – 0                                                                 | Kosovo                                                                | Amichevole                                                            | -                                                                     | 81’ 83’                                                               |
| 5-6-2024                                                              | Oslo                                                                  | Norvegia                                                              | 3 – 0                                                                 | Kosovo                                                                | Amichevole                                                            | -                                                                     | 35’                                                                   |
| 6-9-2024                                                              | Pristina                                                              | Kosovo                                                                | 0 – 3                                                                 | Romania                                                               | UEFA Nations League 2024-2025 - 1º turno                              | -                                                                     | 50’ 66’                                                               |
| 9-9-2024                                                              | Larnaca                                                               | Cipro                                                                 | 0 – 4                                                                 | Kosovo                                                                | UEFA Nations League 2024-2025 - 1º turno                              | -                                                                     |                                                                       |
| 12-10-2024                                                            | Kaunas                                                                | Lituania                                                              | 1 – 2                                                                 | Kosovo                                                                | UEFA Nations League 2024-2025 - 1º turno                              | -                                                                     | 75’                                                                   |
| 15-11-2024                                                            | Bucarest                                                              | Romania                                                               | 3 – 0 tav                                                             | Kosovo                                                                | UEFA Nations League 2024-2025 - 1º turno                              | -                                                                     | [ 42 ]                                                                |
| 18-11-2024                                                            | Pristina                                                              | Kosovo                                                                | 1 – 0                                                                 | Lituania                                                              | UEFA Nations League 2024-2025 - 1º turno                              | -                                                                     | 46’                                                                   |
| 20-3-2025                                                             | Pristina                                                              | Kosovo                                                                | 2 – 1                                                                 | Islanda                                                               | UEFA Nations League 2024-2025 - Play-off                              | -                                                                     | 38’ 46’                                                               |
| Totale                                                                |                                                                       | Presenze (6º posto)                                                   | 49                                                                    |                                                                       | Reti (5º posto)                                                       | 4                                                                     |                                                                       |

#### Norvegia
| Cronologia completa delle presenze e delle reti in nazionale ― Norvegia | Cronologia completa delle presenze e delle reti in nazionale ― Norvegia | Cronologia completa delle presenze e delle reti in nazionale ― Norvegia | Cronologia completa delle presenze e delle reti in nazionale ― Norvegia | Cronologia completa delle presenze e delle reti in nazionale ― Norvegia | Cronologia completa delle presenze e delle reti in nazionale ― Norvegia | Cronologia completa delle presenze e delle reti in nazionale ― Norvegia | Cronologia completa delle presenze e delle reti in nazionale ― Norvegia |
| Data                                                                    | Città                                                                   | In casa                                                                 | Risultato                                                               | Ospiti                                                                  | Competizione                                                            | Reti                                                                    | Note                                                                    |
| ----------------------------------------------------------------------- | ----------------------------------------------------------------------- | ----------------------------------------------------------------------- | ----------------------------------------------------------------------- | ----------------------------------------------------------------------- | ----------------------------------------------------------------------- | ----------------------------------------------------------------------- | ----------------------------------------------------------------------- |
| 15-1-2012                                                               | Bangkok                                                                 | Danimarca                                                               | 1 – 1                                                                   | Norvegia                                                                | Amichevole                                                              | -                                                                       | 62’                                                                     |
| 18-1-2012                                                               | Bangkok                                                                 | Thailandia                                                              | 0 – 1                                                                   | Norvegia                                                                | Amichevole                                                              | -                                                                       | 82’                                                                     |
| 21-1-2012                                                               | Bangkok                                                                 | Corea del Sud                                                           | 3 – 0                                                                   | Norvegia                                                                | Amichevole                                                              | -                                                                       |                                                                         |
| 29-2-2012                                                               | Belfast                                                                 | Irlanda del Nord                                                        | 0 – 3                                                                   | Norvegia                                                                | Amichevole                                                              | -                                                                       | 65’                                                                     |
| 26-5-2012                                                               | Oslo                                                                    | Norvegia                                                                | 0 – 1                                                                   | Inghilterra                                                             | Amichevole                                                              | -                                                                       | 84’                                                                     |
| 2-6-2012                                                                | Oslo                                                                    | Norvegia                                                                | 1 – 1                                                                   | Croazia                                                                 | Amichevole                                                              | -                                                                       | 73’                                                                     |
| 16-10-2012                                                              | Larnaca                                                                 | Cipro                                                                   | 1 – 3                                                                   | Norvegia                                                                | Qual. Mondiali 2014                                                     | -                                                                       | 75’                                                                     |
| 14-11-2012                                                              | Budapest                                                                | Ungheria                                                                | 0 – 2                                                                   | Norvegia                                                                | Amichevole                                                              | -                                                                       | 62’                                                                     |
| 22-3-2013                                                               | Oslo                                                                    | Norvegia                                                                | 0 – 1                                                                   | Albania                                                                 | Qual. Mondiali 2014                                                     | -                                                                       | 75’                                                                     |
| 10-6-2013                                                               | Tirana                                                                  | Albania                                                                 | 1 – 1                                                                   | Norvegia                                                                | Qual. Mondiali 2014                                                     | -                                                                       | 46’                                                                     |
| 15-10-2013                                                              | Oslo                                                                    | Norvegia                                                                | 1 – 1                                                                   | Islanda                                                                 | Qual. Mondiali 2014                                                     | -                                                                       | 55’                                                                     |
| 27-5-2014                                                               | Saint-Denis                                                             | Francia                                                                 | 4 – 0                                                                   | Norvegia                                                                | Amichevole                                                              | -                                                                       | 72’                                                                     |
| 31-5-2014                                                               | Oslo                                                                    | Norvegia                                                                | 1 – 1                                                                   | Russia                                                                  | Amichevole                                                              | -                                                                       | 56’                                                                     |
| 6-9-2015                                                                | Oslo                                                                    | Norvegia                                                                | 2 – 0                                                                   | Croazia                                                                 | Qual. Euro 2016                                                         | -                                                                       | 90+4’                                                                   |
| 10-10-2015                                                              | Oslo                                                                    | Norvegia                                                                | 2 – 0                                                                   | Malta                                                                   | Qual. Euro 2016                                                         | -                                                                       | 84’                                                                     |
| 13-10-2015                                                              | Roma                                                                    | Italia                                                                  | 2 – 1                                                                   | Norvegia                                                                | Qual. Euro 2016                                                         | -                                                                       | 78’                                                                     |
| 24-3-2016                                                               | Tallinn                                                                 | Estonia                                                                 | 0 – 0                                                                   | Norvegia                                                                | Amichevole                                                              | -                                                                       |                                                                         |
| 29-3-2016                                                               | Oslo                                                                    | Norvegia                                                                | 2 – 0                                                                   | Finlandia                                                               | Amichevole                                                              | -                                                                       |                                                                         |
| 29-5-2016                                                               | Porto                                                                   | Portogallo                                                              | 3 – 0                                                                   | Norvegia                                                                | Amichevole                                                              | -                                                                       | 74’                                                                     |
| 5-6-2016                                                                | Oslo                                                                    | Belgio                                                                  | 3 – 2                                                                   | Norvegia                                                                | Amichevole                                                              | -                                                                       | 73’                                                                     |
| Totale                                                                  |                                                                         | Presenze                                                                | 20                                                                      |                                                                         | Reti                                                                    | 0                                                                       |                                                                         |

## Palmarès

### Club

#### Competizioni nazionali
- Campionato austriaco: 5

Salisburgo: 2013-2014, 2014-2015, 2015-2016, 2016-2017, 2017-2018
- Coppa d'Austria: 4

Salisburgo: 2013-2014, 2014-2015, 2015-2016, 2016-2017
- Coppa Italia: 1

Lazio: 2018-2019
- Supercoppa italiana: 1

Lazio: 2019